# خزنده‌سرا

یک خزنده‌سرا در شهر بلانکن‌برخه در بلژیک.

خَزَنده‌سَرا به باغ وحش ویژهٔ خزندگان گفته می‌شود.
در خزنده‌سراها، انواع مارها، سوسمارها، لاک‌پشت‌ها، آفتاب‌پرست‌ها و دیگر جانوران خزنده به نمایش درمی‌آید. در صورتی که خزنده‌سرا دارای فضای سبز بین قفس‌ها و آکواریوم‌ها باشد به چنین محلی باغ خزندگان گفته می‌شود.
در باغ‌های خزندگان، بخش ویژهٔ مارها، مارسرا نامیده می‌شود.
در خزنده‌سراها جانوران معمولاً به صورت تکی یا گروهی در بخش‌هایی جدا و معمولاً در پشت شیشه زندگی می‌کنند که دارای تهویه ویژه دما و رطوبت است. این زیستگاه‌های کوچک مجزا را زیواکده می‌نامند.
برخی خزنده‌سراها بخش فروش خزنده نیز دارند و در برخی دیگر اتاق ویژه‌ای به نام اتاق تولد برای برگزاری جشن تولد کودکان در خزنده‌سرا وجود دارد.
یکی از قدیمی‌ترین خزنده‌سراها، مارسرای میامی است که در ۱۹۴۸ گشایش یافت و در ۱۹۸۴ تعطیل شد.
در ایران در سال ۱۳۸۷ مارسرایی به شکل نمایشگاهی از ۲۳گونه مار سمی و غیرسمی ایرانی و غیرایرانی از سوی مجتمع نمایشگاهی مارهای سمی و غیرسمی فلات قاره ایران در دبیرستان شهیدی قزوین گشایش یافت.

## خزنده‌سراهای معروف
- خزنده‌سرای سیوی (Seaway Serpentarium) در کانادا
- خزنده‌سرای کیپ فیر (Cape Fear Serpentarium) در ویلمینگتون، ایالات کارولینای شمالی، آمریکا
- خزنده‌سرای جزیره ادیستو (Edisto Island Serpentarium)